# Persone di cognome Young
| Questa pagina contiene informazioni ricavate automaticamente dalle voci biografiche con l'ausilio del template Bio e di un bot. L'aggiornamento è periodico e automatico e ricostruisce completamente la pagina. Se manca una persona in questa lista, sei pregato di non aggiungerla, ma accertati piuttosto che la sua voce biografica contenga il template Bio e che i dati anagrafici siano correttamente compilati. Se il template Bio manca, inseriscilo tu stesso o, in alternativa, metti l'avviso {{tmp\|Bio}} che ne segnala la mancanza. Se i dati riportati sono sbagliati, correggi direttamente la voce biografica; le modifiche saranno visibili in questa lista entro pochi giorni. Per chiarimenti vedi il progetto antroponimi. La lista contiene solo le 247 persone che sono citate nell'enciclopedia e per le quali è stato implementato correttamente il template Bio. Pagina aggiornata al 7 ago 2025. |

Questa è una lista di persone presenti nell'enciclopedia che hanno il cognome Young, suddivise per attività principale.

## Allenatori di calcio(2)
- Alf Young, allenatore di calcio e calciatore inglese (Sunderland, n. 1905 - Huddersfield, † 1977)
- Billy Young, allenatore di calcio e calciatore irlandese (Dublino, n. 1938 - Dublino, † 2025)

## Allenatori di football americano(2)
- George Young, allenatore di football americano e dirigente sportivo statunitense (Baltimora, n. 1930 - Baltimora, † 2001)
- Jim Young, allenatore di football americano e giocatore di football americano canadese (Hamilton, n. 1943)

## Allenatori di pallacanestro(4)
- Frank Young, allenatore di pallacanestro e ex cestista statunitense (Tallahassee, n. 1984)
- Kevin Young, allenatore di pallacanestro statunitense (Salt Lake City, n. 1981)
- Tom Young, allenatore di pallacanestro e cestista statunitense (n. 1932 - Virginia Beach, † 2022)
- Draff Young, allenatore di pallacanestro statunitense (n. 1942 - † 2012)

## Alpinisti(1)
- Geoffrey Winthrop Young, alpinista, poeta e scrittore inglese (Kensington, n. 1874 - Londra, † 1958)

## Animatori(1)
- Cy Young, animatore cinese (Suzhou, n. 1897 - Los Angeles, † 1964)

## Architetti(1)
- Lamont Young, architetto e urbanista britannico (Napoli, n. 1851 - Napoli, † 1929)

## Arcivescovi cattolici(1)
- Douglas Young, arcivescovo cattolico australiano (Brisbane, n. 1950)

## Assassini seriali(1)
- Graham Frederick Young, serial killer britannico (Londra, n. 1947 - Newport, † 1990)

## Astronauti(1)
- John Watts Young, astronauta statunitense (San Francisco, n. 1930 - Houston, † 2018)

## Astronomi(1)
- James Whitney Young, astronomo statunitense (Portland, n. 1941)

## Attivisti(1)
- John Young, attivista scozzese († 2005)

## Attori(23)
- Robert Young, attore statunitense (Chicago, n. 1907 - Westlake Village, † 1998)
- Aden Young, attore australiano (Toronto, n. 1971)
- Alan Young, attore, doppiatore e sceneggiatore britannico (North Shields, n. 1919 - Los Angeles, † 2016)
- Arthur Young, attore britannico (Bristol, n. 1898 - Londra, † 1959)
- Bruce A. Young, attore statunitense (Wilmette, n. 1956)
- Carleton Young, attore statunitense (New York, n. 1905 - Burbank, † 1994)
- Carleton G. Young, attore statunitense (New York, n. 1907 - Santa Monica, † 1971)
- Chris Young, attore, regista e produttore cinematografico statunitense (Chambersburg, n. 1971)
- Damian Young, attore statunitense (Washington, n. 1961)
- George Young, attore, scrittore e conduttore televisivo inglese (Londra, n. 1980)
- Gig Young, attore statunitense (St. Cloud, n. 1913 - New York, † 1978)
- Harrison Young, attore statunitense (Port Huron, n. 1930 - Port Huron, † 2005)
- Jacob Young, attore televisivo statunitense (Washington, n. 1979)
- Josh Young, attore e cantante statunitense (Wallingford, n. 1980)
- Keone Young, attore e doppiatore statunitense (Honolulu, n. 1947)
- Lee Thompson Young, attore statunitense (Columbia, n. 1984 - Los Angeles, † 2013)
- Parker Young, attore e modello statunitense (Tucson, n. 1988)
- Richard Young, attore, regista e fotografo statunitense (Kissimmee, n. 1955)
- Roland Young, attore britannico (Londra, n. 1887 - New York City, † 1953)
- Rupert Young, attore britannico (Lambeth, n. 1978)
- Tony Young, attore statunitense (New York, n. 1937 - West Hollywood, † 2002)
- Tyler Young, attore statunitense (Chicago, n. 1990)
- Vincent Young, attore statunitense (Filadelfia, n. 1965)

## Attrici(10)
- Loretta Young, attrice statunitense (Salt Lake City, n. 1913 - Santa Monica, † 2000)
- Bellamy Young, attrice statunitense (Asheville, n. 1970)
- Carlson Young, attrice e regista statunitense (Fort Worth, n. 1990)
- Kara Young, attrice statunitense (New York)
- Karen Young, attrice statunitense (Pequannock, n. 1958)
- Lucille Young, attrice francese (Lione, n. 1892 - Los Angeles, † 1934)
- Nina Young, attrice australiana (Perth, n. 1966)
- Odessa Young, attrice australiana (Sydney, n. 1998)
- Polly Ann Young, attrice statunitense (Denver, n. 1908 - Los Angeles, † 1997)
- Sean Young, attrice statunitense (Louisville, n. 1959)

## Attrici pornografiche(1)
- Madison Young, ex attrice pornografica, regista e scrittrice statunitense (n. 1980)

## Batteristi(1)
- Adrian Young, batterista e percussionista statunitense (Long Beach, n. 1969)

## Beatmaker(1)
- Dr. Dre, beatmaker, rapper e produttore discografico statunitense (Compton, n. 1965)

## Biblisti(2)
- Brad H. Young, biblista statunitense (Sapulpa, n. 1955)
- Fred E. Young, biblista e traduttore statunitense (Watsontown, n. 1919 - † 2005)

## Biologi(1)
- Richard E. Young, biologo statunitense (n. 1938)

## Bobbisti(1)
- Michael Young, bobbista canadese (Port Credit, n. 1944)

## Calciatori(16)
- Alex Young, calciatore scozzese (Loanhead, n. 1937 - Edimburgo, † 2017)
- Alexander Young, calciatore scozzese (Slamannan, n. 1880 - Edimburgo, † 1959)
- Ashley Young, calciatore inglese (Stevenage, n. 1985)
- Charles Young, ex calciatore inglese (Nicosia, n. 1958)
- Eric Young, ex calciatore gallese (Singapore, n. 1960)
- George Young, calciatore e allenatore di calcio scozzese (Grangemouth, n. 1922 - † 1997)
- Gerald Young, calciatore inglese (Jarrow, n. 1936 - † 2020)
- Jamie Young, calciatore inglese (Brisbane, n. 1985)
- John Young, ex calciatore e allenatore di calcio scozzese (Scozia, n. 1935)
- Luke Young, ex calciatore inglese (Harlow, n. 1979)
- Marvin Young, calciatore olandese (n. 2005)
- Neil Young, calciatore inglese (Fallowfield, n. 1944 - Manchester, † 2011)
- Paul Young, calciatore vanuatuano (n. 1988)
- Reuven Young, ex calciatore israeliano (Haifa, n. 1942)
- Tony Young, calciatore inglese (Urmston, n. 1952 - † 2024)
- Willie Young, ex calciatore scozzese (Edimburgo, n. 1951)

## Cantanti(10)
- Adam Young, cantante e musicista statunitense (Ottumwa, n. 1986)
- Faron Young, cantante statunitense (Shreveport, n. 1932 - Nashville, † 1996)
- John Paul Young, cantante australiano (Glasgow, n. 1950)
- Karen Young, cantante statunitense (Filadelfia, n. 1951 - Filadelfia, † 1991)
- Paul Young, cantante britannico (Luton, n. 1956)
- Paul Young, cantante e compositore britannico (Manchester, n. 1947 - Londra, † 2000)
- Pegi Young, cantante statunitense (San Mateo, n. 1952 - Mountain View, † 2019)
- Tata Young, cantante thailandese (Bangkok, n. 1980)
- Tracie Young, cantante e conduttrice radiofonica britannica (Derby, n. 1965)
- Will Young, cantante e attore britannico (Hungerford, n. 1979)

## Cantautori(6)
- Brett Young, cantautore statunitense (Anaheim, n. 1981)
- Chris Young, cantautore statunitense (Murfreesboro, n. 1985)
- Jamison Young, cantautore e musicista australiano
- Jesse Colin Young, cantautore e chitarrista statunitense (Queens, n. 1941 - Aiken, † 2025)
- Neil Young, cantautore e chitarrista canadese (Toronto, n. 1945)
- Steve Young, cantautore e chitarrista statunitense (Newnan, n. 1942 - Nashville, † 2016)

## Cantautrici(2)
- Ledisi, cantautrice e musicista statunitense (n. 1972)
- Lola Young, cantautrice britannica (Londra, n. 2001)

## Cestiste(4)
- Jackie Young, cestista statunitense (Princeton, n. 1997)
- Sophia Young, ex cestista sanvincentina (Saint Vincent, n. 1983)
- Tamera Young, ex cestista statunitense (Wilmington, n. 1986)
- Toni Young, ex cestista statunitense (Del City, n. 1991)

## Cestisti(26)
- Alex Young, cestista statunitense (Gary, n. 1989)
- Danny Young, ex cestista statunitense (Raleigh, n. 1962)
- Joe Young, cestista statunitense (Houston, n. 1992)
- Josh Young, cestista statunitense (Shawnee, n. 1988)
- Korleone Young, ex cestista statunitense (Wichita, n. 1978)
- Nick Young, ex cestista statunitense (Los Angeles, n. 1985)
- Sam Young, ex cestista statunitense (Washington, n. 1985)
- Tim Young, ex cestista statunitense (Santa Cruz, n. 1976)
- Trae Young, cestista statunitense (Lubbock, n. 1998)
- Alvin Young, ex cestista statunitense (Port Jervis, n. 1975)
- Andre Young, ex cestista statunitense (Albany, n. 1990)
- Brandon Young, cestista statunitense (Baltimora, n. 1991)
- Cameron Young, cestista statunitense (Inglewood, n. 1996)
- Galen Young, cestista e allenatore di pallacanestro statunitense (Memphis, n. 1975 - Memphis, † 2021)
- Ian Young, ex cestista statunitense (Brooklyn, n. 1981)
- Jahmar Young, cestista statunitense (Baltimora, n. 1986)
- Jahmir Young, cestista statunitense (Upper Marlboro, n. 2000)
- James Young, cestista statunitense (Flint, n. 1995)
- Jesse Young, ex cestista canadese (Peterborough, n. 1980)
- Jewell Young, cestista statunitense (Hedrick, n. 1913 - Bradenton, † 2003)
- Kalif Young, cestista canadese (Toronto, n. 1997)
- Michael Young, ex cestista e allenatore di pallacanestro statunitense (Houston, n. 1961)
- Mitchell Young, cestista australiano (Coffs Harbour, n. 1990)
- Patric Young, ex cestista statunitense (Jacksonville, n. 1992)
- Perry Young, ex cestista statunitense (Baltimora, n. 1963)
- Solomon Young, cestista statunitense (Sacramento, n. 1998)

## Chimici(1)
- James Young, chimico scozzese (Glasgow, n. 1811 - Wemyss Bay, † 1883)

## Chitarristi(6)
- Angus Young, chitarrista e compositore britannico (Glasgow, n. 1955)
- James Young, chitarrista statunitense (Chicago, n. 1949)
- Jeff Young, chitarrista statunitense (Ann Arbor, n. 1962)
- Malcolm Young, chitarrista britannico (Glasgow, n. 1953 - Sydney, † 2017)
- Robert Young, chitarrista e bassista britannico (Glasgow, n. 1964 - Hove, † 2014)
- Stevie Young, chitarrista scozzese (Glasgow, n. 1956)

## Compositori(3)
- Christopher Young, compositore statunitense (Red Bank, n. 1958)
- La Monte Young, compositore, musicista e artista statunitense (Bern, n. 1935)
- Victor Young, compositore statunitense (Chicago, n. 1899 - Palm Springs, † 1956)

## Conduttrici televisive(1)
- Tania Young, conduttrice televisiva francese (Soorts-Hossegor, n. 1977)

## Contralti(1)
- Esther Young, contralto inglese (Londra, n. 1717 - Londra, † 1795)

## Criminali(1)
- Henri Young, criminale statunitense (Kansas City, n. 1911)

## Direttori della fotografia(3)
- Bradford Young, direttore della fotografia statunitense (Louisville, n. 1977)
- Freddie Young, direttore della fotografia britannico (Londra, n. 1902 - Londra, † 1998)
- Hal Young, direttore della fotografia britannico (n. 1890)

## Direttrici d'orchestra(1)
- Simone Young, direttrice d'orchestra australiana (Sydney, n. 1961)

## Discoboli(1)
- Jason Young, discobolo statunitense (Dallas, n. 1981)

## Doppiatrici(1)
- Shelby Young, doppiatrice e attrice statunitense (Florida, n. 1992)

## Drammaturghi(1)
- William Young, commediografo, scrittore e attore statunitense (n. 1847 - † 1920)

## Economisti(1)
- Owen D. Young, economista statunitense (Stark, n. 1874 - St. Augustine, † 1962)

## Fondisti(1)
- Andrew Young, fondista britannico (Huntly, n. 1992)

## Fumettisti(2)
- Lyman Young, fumettista statunitense (Chicago, n. 1893 - Port Angeles, † 1984)
- Chic Young, fumettista statunitense (Chicago, n. 1901 - Chicago, † 1973)

## Genetisti(1)
- Michael Warren Young, genetista e biologo statunitense (Miami, n. 1949)

## Ginnasti(1)
- Khoi Young, ginnasta statunitense (Bowie, n. 2002)

## Giocatori di baseball(2)
- Chris Young, giocatore di baseball statunitense (Houston, n. 1983)
- Cy Young, giocatore di baseball statunitense (Gilmore, n. 1867 - Newcomerstown, † 1955)

## Giocatori di football americano(19)
- Bryant Young, ex giocatore di football americano statunitense (Chicago Heights, n. 1972)
- Bryce Young, giocatore di football americano statunitense (Filadelfia, n. 2001)
- Byron Young, giocatore di football americano statunitense (Laurel, n. 2000)
- Byron Young, giocatore di football americano statunitense (Georgetown, n. 1998)
- Chase Young, giocatore di football americano statunitense (Upper Marlboro, n. 1999)
- Buddy Young, giocatore di football americano statunitense (Chicago, n. 1926 - Terrell, † 1983)
- Dareke Young, giocatore di football americano statunitense (Raleigh, n. 1999)
- Fredd Young, ex giocatore di football americano statunitense (Dallas, n. 1961)
- Steve Young, ex giocatore di football americano statunitense (Salt Lake City, n. 1961)
- Kenny Young, giocatore di football americano statunitense (Houma, n. 1995)
- Landon Young, giocatore di football americano statunitense (Caneyville, n. 1997)
- Roynell Young, ex giocatore di football americano statunitense (New Orleans, n. 1957)
- Sam Young, giocatore di football americano statunitense (Dayton, n. 1987)
- Selvin Young, giocatore di football americano statunitense (Houston, n. 1983)
- Tavon Young, giocatore di football americano statunitense (Oxon Hill, n. 1994)
- Titus Young, giocatore di football americano statunitense (Los Angeles, n. 1989)
- Trevon Young, giocatore di football americano statunitense (Baltimora, n. 1995)
- Usama Young, giocatore di football americano statunitense (Washington, n. 1985)
- William Young, giocatore di football americano statunitense (Wichita)

## Giornaliste(1)
- Catherine Alicia Young, giornalista e scrittrice statunitense (Mosca, n. 1963)

## Giornalisti(1)
- Toby Young, giornalista britannico (n. 1963)

## Hockeisti su ghiaccio(1)
- Scott Young, ex hockeista su ghiaccio statunitense (Clinton, n. 1967)

## Imprenditori(1)
- Bob Young, imprenditore e informatico canadese (Hamilton)

## Marciatori(1)
- Larry Young, ex marciatore statunitense (Independence, n. 1943)

## Matematici(3)
- Alfred Young, matematico britannico (Widnes, n. 1873 - Birdbrook, † 1940)
- Laurence Chisholm Young, matematico statunitense (Gottinga, n. 1905 - Madison, † 2000)
- William Henry Young, matematico britannico (Londra, n. 1863 - Losanna, † 1942)

## Medici(1)
- Hugh Young, medico, chirurgo e scienziato statunitense (San Antonio, n. 1870 - † 1945)

## Mezzofondisti(2)
- George Young, mezzofondista, siepista e maratoneta statunitense (Roswell, n. 1937 - Casa Grande, † 2022)
- Nico Young, mezzofondista statunitense (n. 2002)

## Mezzosoprani(1)
- Isabella Young, mezzosoprano e organista britannica (Londra, † 1791)

## Modelle(2)
- Julianna Young, modella statunitense (Fort Campbell, n. 1960)
- Megan Young, modella, attrice e conduttrice televisiva filippina (Alexandria, n. 1990)

## Musicisti(2)
- Bob Young, musicista britannico (Basingstoke, n. 1945)
- Gary Young, musicista statunitense (Mamaroneck, n. 1953 - Stockton, † 2023)

## Musicologi(1)
- Percy M. Young, musicologo, giornalista e organista britannico (Northwich, n. 1912 - York, † 2004)

## Organisti(1)
- Larry Young, organista e pianista statunitense (Newark, n. 1940 - New York, † 1978)

## Ostacolisti(1)
- Kevin Young, ex ostacolista statunitense (Watts, n. 1966)

## Pastori protestanti(1)
- Andrew Young, pastore protestante, politico e diplomatico statunitense (New Orleans, n. 1932)

## Piloti motociclistici(1)
- Paul Young, pilota motociclistico australiano (Adelaide, n. 1969)

## Poeti(1)
- Edward Young, poeta britannico (Upham, n. 1683 - Welwyn Garden City, † 1765)

## Politiche(1)
- Baronessa Janet Young, politica inglese (n. 1926 - † 2002)

## Politici(9)
- Bill Young, politico statunitense (Harmar, n. 1930 - Bethesda, † 2013)
- Clement Calhoun Young, politico statunitense (Lisbon, n. 1869 - Berkeley, † 1947)
- Coleman Young, politico statunitense (Tuscaloosa, n. 1918 - Detroit, † 1997)
- David Young, politico statunitense (Van Meter, n. 1968)
- Don Young, politico statunitense (Meridian, n. 1933 - Los Angeles, † 2022)
- Colville Young, politico beliziano (Belize City, n. 1932)
- Steve Young, politico e ex hockeista su ghiaccio canadese (Calgary, n. 1969)
- Stuart Young, politico trinidadiano (Port of Spain, n. 1975)
- Todd Young, politico e militare statunitense (Lancaster, n. 1972)

## Produttori discografici(1)
- George Young, produttore discografico e bassista scozzese (Glasgow, n. 1946 - Sydney, † 2017)

## Pugili(2)
- Al Young, pugile statunitense (Baviera, n. 1877 - San Francisco, † 1940)
- Jimmy Young, pugile statunitense (Filadelfia, n. 1948 - Filadelfia, † 2005)

## Rapper(4)
- Trick Daddy, rapper statunitense (Miami, n. 1974)
- Young MC, rapper britannico (Wimbledon, n. 1967)
- Kid Sister, rapper e attrice statunitense (Chicago, n. 1980)
- Mia X, rapper statunitense (New Orleans, n. 1970)

## Registe(1)
- Emily Young, regista e sceneggiatrice britannica (Londra, n. 1970)

## Registi(6)
- Harold Young, regista e montatore statunitense (Portland, n. 1897 - Beverly Hills, † 1972)
- James Young, regista, attore e sceneggiatore statunitense (Baltimora, n. 1872 - New York, † 1948)
- Robert M. Young, regista, sceneggiatore e direttore della fotografia statunitense (New York, n. 1924 - Los Angeles, † 2024)
- Robert Young, regista, sceneggiatore e produttore cinematografico inglese (Cheltenham, n. 1933)
- Roger Young, regista statunitense (Champaign, n. 1942)
- Terence Young, regista britannico (Shanghai, n. 1915 - Cannes, † 1994)

## Religiosi(1)
- Brigham Young, religioso statunitense (Whitingham, n. 1801 - Salt Lake City, † 1877)

## Rugbisti a 13(1)
- Dai Young, ex rugbista a 13, ex rugbista a 15 e allenatore di rugby a 15 britannico (Aberdare, n. 1969)

## Rugbisti a 15(3)
- Bryan Young, rugbista a 15, allenatore di rugby a 15 e preparatore atletico irlandese (Ballymena, n. 1981)
- Jeff Young, rugbista a 15 gallese (Blaengarw, n. 1942 - Harrogate, † 2005)
- Bill Young, ex rugbista a 15, allenatore di rugby a 15 e imprenditore australiano (Sydney, n. 1974)

## Sassofonisti(1)
- Lester Young, sassofonista statunitense (Woodville, n. 1909 - New York, † 1959)

## Sceneggiatori(1)
- Waldemar Young, sceneggiatore statunitense (Salt Lake City, n. 1878 - Hollywood, † 1938)

## Scenografi(1)
- Peter Young, scenografo britannico

## Scienziati(1)
- Thomas Young, scienziato britannico (Milverton, n. 1773 - Londra, † 1829)

## Scrittori(4)
- Al Young, scrittore e poeta statunitense (Ocean Springs, n. 1939 - Concord, † 2021)
- Arthur Young, scrittore e saggista inglese (Bradfield Combust, n. 1741 - † 1820)
- David Young, scrittore britannico (Cottingham, n. 1958)
- William P. Young, scrittore canadese (Grande Prairie, n. 1955)

## Scrittrici(4)
- Karen Young, scrittrice statunitense
- Moira Young, scrittrice canadese (New Westminster, n. 1959)
- Robyn Young, scrittrice britannica (Oxford, n. 1975)
- Rose Emmet Young, scrittrice, saggista e attivista statunitense (Lexington, n. 1869 - † 1941)

## Sociologi(1)
- Michael Young, sociologo, attivista e politico britannico (Manchester, n. 1915 - Londra, † 2002)

## Soprani(1)
- Cecilia Young, soprano inglese (Londra, n. 1712 - Londra, † 1789)

## Tenniste(1)
- Janet Young, ex tennista australiana (n. 1951)

## Tennisti(1)
- Donald Young, ex tennista statunitense (Chicago, n. 1989)

## Teologi(1)
- Thomas Young, teologo scozzese (Perthshire, n. 1587 - † 1655)

## Trombonisti(1)
- Trummy Young, trombonista e compositore statunitense (Savannah, n. 1912 - San Jose, † 1984)

## Tuffatrici(1)
- Katrina Young, tuffatrice statunitense (Shoreline, n. 1992)

## Velociste(1)
- Charokee Young, velocista giamaicana (Saint Ann's Bay, n. 2000)

## Velocisti(4)
- Earl Young, ex velocista statunitense (San Fernando, n. 1941)
- Isiah Young, velocista statunitense (Junction City, n. 1990)
- Jerome Young, ex velocista statunitense (Clarendon, n. 1976)
- Robert Young, velocista statunitense (Bakersfield, n. 1916 - Bakersfield, † 2011)

## Wrestler(4)
- New Jack, wrestler statunitense (Greensboro, n. 1963 - Greensboro, † 2021)
- Wolfgang, wrestler britannico (Glasgow, n. 1986)
- Mae Young, wrestler statunitense (Sand Springs, n. 1923 - Columbia, † 2014)
- Skip Young, wrestler statunitense (Houston, n. 1951 - Dallas, † 2010)

## Zoologi(1)
- John Zachary Young, zoologo e neurofisiologo inglese (Bristol, n. 1907 - Oxford, † 1997)